# Belvedere (Genua)

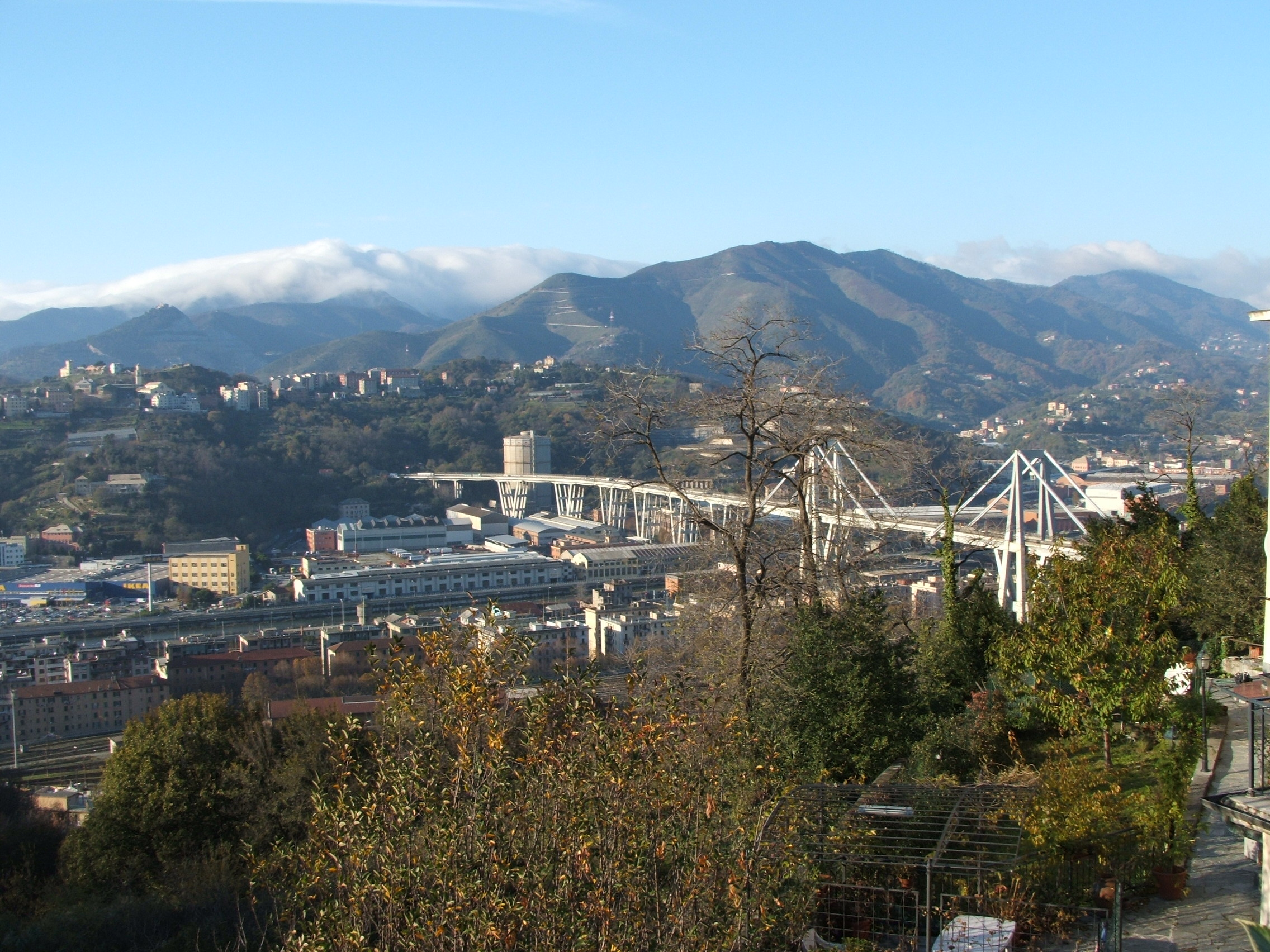
Blick von Belvedere über das Tal der Polcevera auf den auf etwa gleicher Höhe gelegenen Stadtteil Coronata und die Berge des Apennin im Hinterland von Genua.

Belvedere ist ein im Westen der Stadt gelegener Stadtteil von Genua (II Centro Ovest) und Berghügel mit früherer Befestigungsanlage im Norden von Sampierdarena. Die erweiterte Stadtmauer der alten Hafenstadt Genua war hier auf dem Bergrücken oberhalb des Polceveraflusses nach Norden gebaut.
Das Quartier hatte im Jahr 2013 8627 Einwohner.
Die Metrostrecke in Genua von der etwas nördlich des Stadtteils im Polcevera-Tal liegenden Station Rivarolo-Brin über Dinegro und zur Station Principe unterquert den Bergrücken ohne Halt.

## Bildergalerie

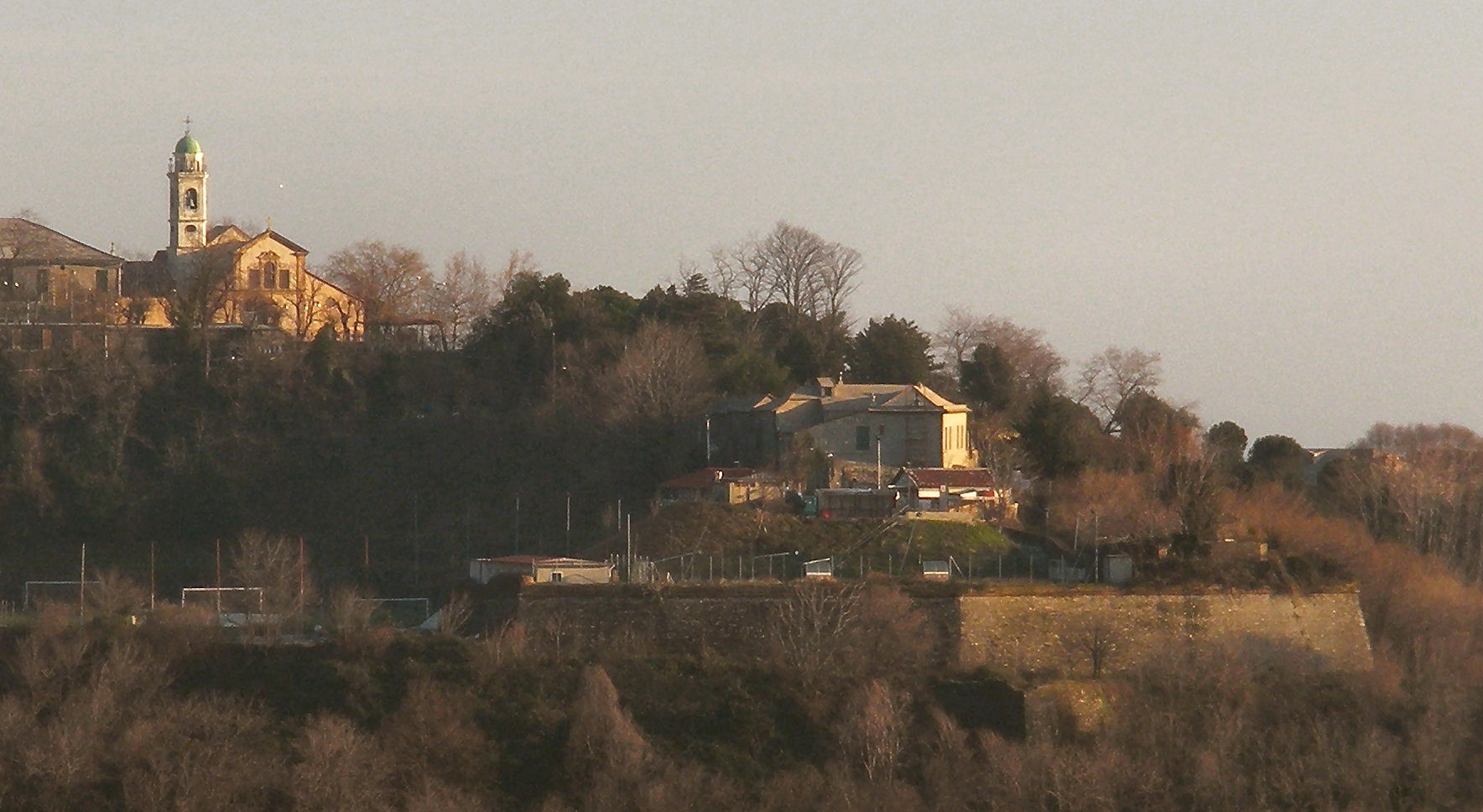
Belvedere-Hügel (collina di Belvedere) mit den Überresten des alten Forts oberhalb des Hafens in Genua.
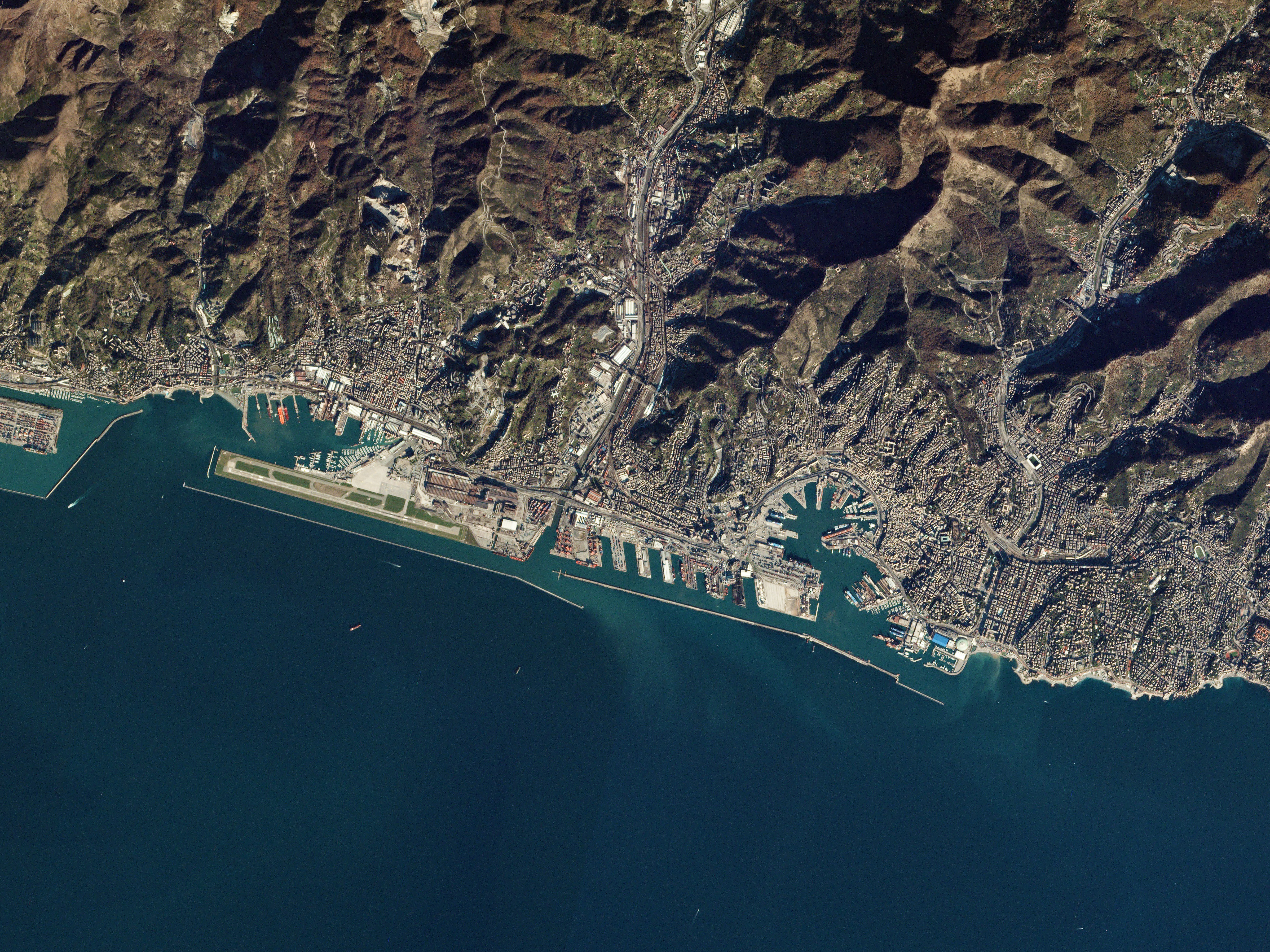
Berg in Bildmitte über dem Tunnel an der Zufahrt (A7) zum Polcevera-Viadukt.
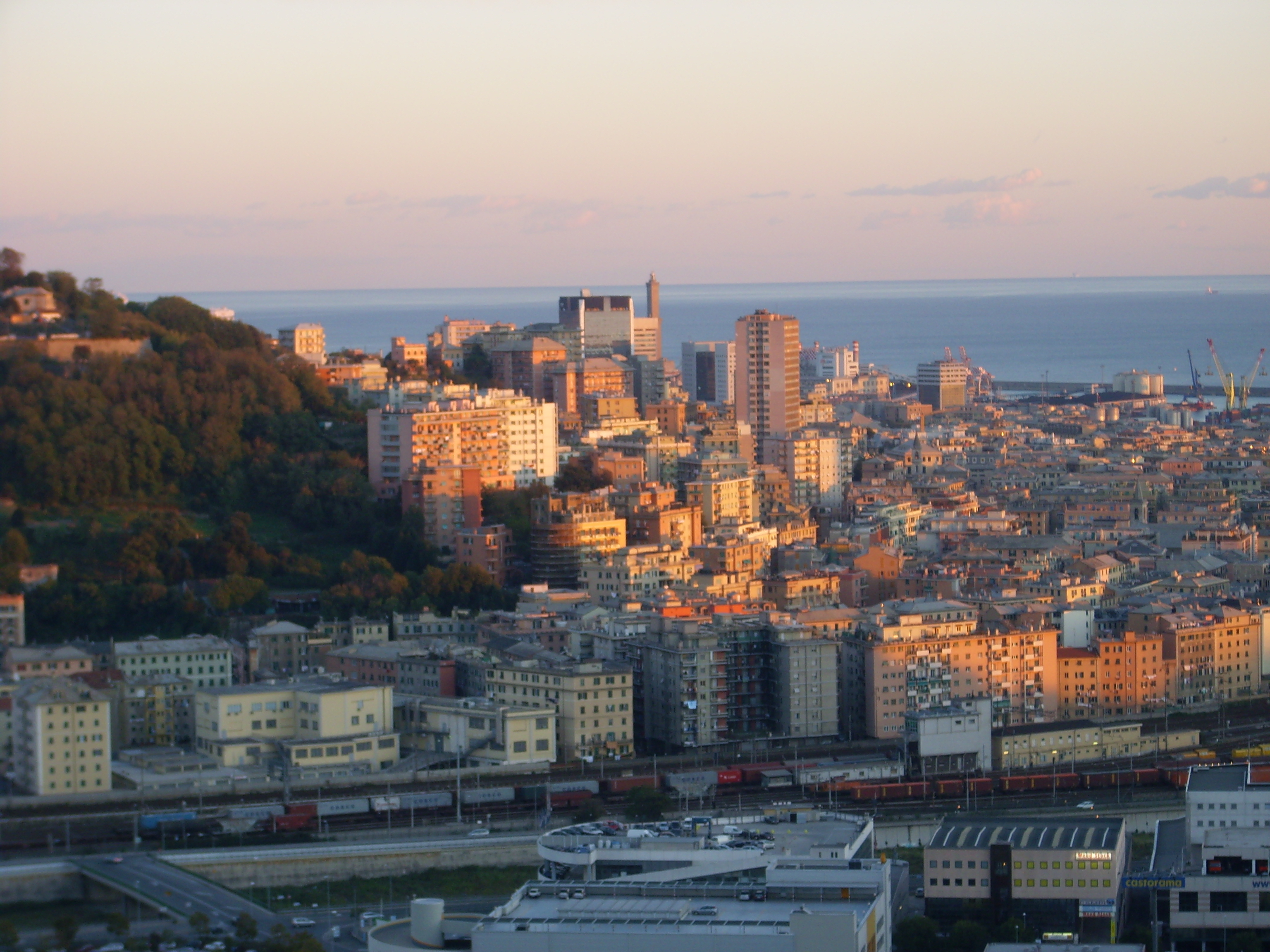
Lage des Forts oberhalb der Mündung des Polcevera-Tals ins Mittelmeer. Hinten der weithin sichtbare Leuchtturm Torre della Lanterna in Genua.